# Mikel Oyarzabal
Mikel Oyarzabal Ugarte (født 21. april 1997) er en spansk professionel fodboldspiller, som spiller for La Liga-klubben Real Sociedad og Spaniens landshold.

## Klubkarriere

### Real Sociedad
Oyarzabal kom igennem ungdomsakademiet hos Real Sociedad. Han fik sin debut for førsteholdet i oktober 2015, og han etablerede sig med det samme som en fast mand i truppen efter sin debut.
Oyarzabal scorede det vindene mål i Copa del Rey-finalen 2020 imod Athletic Bilbao, da Sociedad vandt deres første trofæ i 34 år.

## Landsholdskarriere

### Ungdomslandshold
Oyarzabal har repræsenteret Spanien på flere ungdomsniveauer. Han var del af Spaniens trup som vandt U/21-Europamesterskabet i 2019.

### Olympiske landshold
Oyarzabal var del af Spaniens trup, som vandt sølv ved sommer-OL 2020.

### Seniorlandshold
Oyarzabal debuterede for Spaniens landshold den 29. maj 2016 i en venskabskamp mod Bosnien.

## Titler
Real Sociedad
- Copa del Rey: 1 (2019-20)

Spanien U/21
- U/21-Europamesterskabet: 2019

Spanien U/23
- Sommer-OL Sølvmedalje: 1 (2020)